# Girl (Why You Wanna Make Me Blue)
Girl (Why You Wanna Make Me Blue) is een single van de Amerikaanse Motown-groep The Temptations. Het nummer werd uitgebracht op 20 augustus 1964, maar verscheen pas een jaar later op een album, namelijk The Temptin' Temptations. Het kwam niet op de voorganger van dat album, The Temptations Sing Smokey, omdat het nummer niet door Smokey Robinson geschreven was, maar door Norman Whitfield in samenwerking met Eddie Holland, bekend van Holland-Dozier-Holland. Het was overigens de eerste single van The Temptations die geschreven werd door Norman Whitfield. De groep moest nog twee jaar wachten, tot Ain't Too Proud to Beg, voordat er weer samengewerkt werd met Whitfield. Na dat nummer waren overigens wel bijna alle singles van de groep geschreven door hem.
Het onderwerp van de tekst van Girl (Why You Wanna Make Me Blue) is dat de verteller zich afvraagt waarom zijn geliefde hem verdrietig wil maken. De ene dag vertelt ze hem dat ze van hem houdt, terwijl ze hem de andere dag duidelijk maakt dat ze niks meer met hem wil. De verteller weet niet wat hij hiermee aan moet en vraagt het middels dit nummer. Degene die de tekst zingt en dus leadzanger is, is Eddie Kendricks. Het zou de laatste single zijn waarop hij lead zong, voordat er een reeks singles kwam waarop David Ruffin lead zou zingen voor de groep. Tijdens die reeks waren er wel een paar singles, zoals Get Ready en You're My Everything, waarop Kendricks wel lead zong. Na het vertrek van Ruffin zong Kendricks weer vaker lead, doordat The Temptations psychedelic soul gingen zingen, waarbij alle leden van de groep lead zongen.
De instrumentatie voor Girl (Why You Wanna Make Me Blue) werd, zoals bijna elk Motown-nummer tot en met 1972, gespeeld door The Funk Brothers, Motowns instrumentatieband. Wat bijzonder is aan de instrumentatie van het nummer is de basslijn van het nummer. Deze is gespeeld door James Jamerson. Het bijzondere is dat de basslijn heel het nummer hetzelfde is, maar toch de basis is van het nummer zonder eentonig te zijn.
De B-kant van de single is Baby, Baby I Need You. In tegenstelling tot de A-kant werd Baby, Baby I Need You wel geschreven door Smokey Robinson. Ook is deze wel te horen op het album The Temptations Sing Smokey.
Girl (Why You Wanna Make Me Blue) is onder andere gecoverd door Deborah Blando die de titel veranderde in Boy (Why You Wanna Make Me Blue), om zo een vrouwenversie van het nummer te maken.

## Bezetting
- Lead: Eddie Kendricks
- Achtergrond: David Ruffin, Otis Williams, Paul Williams en Melvin Franklin
- Instrumentatie: The Funk Brothers
- Schrijvers: Norman Whitfield en Eddie Holland
- Productie: Norman Whitfield